# PGC 213464
LEDA/PGC 213464 ist eine Elliptische Galaxie vom Hubble-Typ E0 im Sternbild Krebs auf der Ekliptik. Sie ist schätzungsweise 169 Millionen Lichtjahre von der Milchstraße entfernt. Im selben Himmelsareal befinden sich u. a. die Galaxien IC 501, IC 2267, IC 2268, IC 2271.